# 坪井雅史
坪井 雅史（つぼい まさし）は、日本の倫理学者、専門は倫理学・応用倫理学方法論、情報倫理学。神奈川大学国際日本学部日本文化学科教授。

## 研究テーマ
- 倫理学・応用倫理学方法論
- 生命倫理

## 経歴
1988年　広島大学文学部哲学科倫理学専攻卒業 1994年広島大学大学院文学研究科博士課程後期単位取得退学、1994年日本学術振興会特別研究員（PD)、1998年　広島大学リサーチ・アソシエイト、2004年神奈川大学外国語学部専任講師、2006年神奈川大学外国語学部助教授。神奈川大学外国語学部長。2020年、国際日本学部日本文化学科教授。

## 著書・論文
- 『改訂新版　情報倫理入門』（共著） 2014
- 『教養としての応用倫理学』（共著） 2013
- 『医療情報と生命倫理』 （共著） 2005